# Ramblin' Jack Elliott
Ramblin' Jack Elliott, nome d'arte di Elliott Charles Adnopoz (New York, 1º agosto 1931), è un musicista statunitense. Suona la chitarra in stile flatpicking che affianca alla voce laconica e umoristica dei suoi moduli narrativi, accompagnandosi di frequente con l'armonica. Il suo modo di cantare è teso e la voce nasale, uno stile che Bob Dylan emulò nei primi anni della sua carriera. Il suo repertorio spazia nella musica americana tradizionale in generi che vanno dal country al blues, dal bluegrass al folk.

## Biografia
Originario di Brooklyn (New York), Elliott crebbe in una famiglia ebrea e cercò di diventare un cowboy, ispirato dai rodei a cui assisteva al Madison Square Garden durante la sua giovinezza. Spinto dai genitori a seguire le orme del padre e diventare un medico, Elliott desistette andandosene da casa a quindici anni per entrare nel famoso J. E. Rodeo, l'unico rodeo itinerante ad est del Mississippi. Il rodeo viaggiava dagli Stati del mezzo Atlantico fino al New England. Nonostante sia stato nel rodeo per solo tre mesi (prima che i genitori lo riportassero a casa) Elliott scoprì il primo cantante cowboy, un clown del rodeo che si accompagnava suonando la chitarra e il banjo.
Ritornato a casa Elliott imparò a suonare la chitarra da autodidatta e iniziò a suonare come artista di strada per guadagnarsi da vivere. Incontrò Woody Guthrie e visse con lui osservandolo e studiandolo.
Con il suonatore di banjo Derroll Adams fece una tournée in Gran Bretagna e in Europa che ebbe un duraturo effetto sulla scena musicale del posto. Nel 1960 registrò tre album folk per un'etichetta inglese, la Topic. Suonò in piccoli club e pub a Londra di giorno,  nei cabaret e nei night club del West End. Una volta ritornato negli Stati Uniti, Elliott scoprì di essere diventato famoso all'interno della scena folk.
Woody Guthrie fu il musicista che ebbe l'influenza maggiore su Elliott. Il figlio di Guthrie, Arlo, disse che data la malattia del padre e la sua morte prematura non era mai riuscito a conoscerlo, ma tuttavia imparò le canzoni e il suo stile musicale proprio da Elliott.
Lo stile musicale di Elliott e la sua confidenza col materiale di Guthrie ebbero un grande impatto su Bob Dylan quando era ancora studente dell'Università del Minnesota. Quando Dylan arrivò a New York veniva a volte scambiato per il figlio di Elliott a causa del fatto che Elliott lo introduceva nei concerti presentandolo come suo figlio. Mentre Dylan crebbe di importanza per le proprie canzoni, Elliott continuò con uno stile interpretativo da trovatore, presentando vecchie canzoni a un nuovo pubblico in maniera idiosincratica. Elliott influenzò anche Phil Ochs e suonò la chitarra e l'armonica a bocca nella canzone Joe Hill, contenuta nell'album del 1968 Tape from California.
Elliott partecipò al tour Rolling Thunder Revue di Bob Dylan e suonò Longheno de Castro in Renaldo and Clara, il film in parte tratto dalla tournée.
Il soprannome di Elliott non è dovuto alla sua natura di viaggiatore (ramblin' significa vagabondare), ma piuttosto alle innumerevoli storie che raccontava prima di rispondere a una semplice domanda. La cantante folk Odetta disse che era sua madre ad avergli dato quel soprannome dicendo «Oh, Jack Elliott, yeah, he can sure ramble on» («Oh, Jack Elliott, sì, puoi star certo che salta di palo in frasca»).
È famosa una parodia di Elliott a opera di Kenneth Williams che interpretava Rambling Syd Rumpo, un personaggio ricorrente nel programma Round the Horne della BBC. La parodia rivendicava l'autenticità del suo essere musicista folk, a discapito dell'essere figlio di un dottore ebreo di New York, sminuendo così il valore di altri artisti, parodiati a loro volta da altri attori.
Nel 1995 Elliott venne premiato con un Grammy award per South Coast, un album registrato dopo vent'anni di assenza dalle scene. Venne insignito della National Medal of Arts nel 1998. La lunga carriera di Elliott e i tesi rapporti con sua figlia Aiyana sono raccontati nel documentario The Ballad of Ramblin' Jack (2000).
Nel 2006, dopo aver cambiato casa discografica, è uscito l'ultimo album di Elliott, I Stand Alone, realizzato con la partecipazione di altri artisti tra cui alcuni membri dei Red Hot Chili Peppers; ancora, un'idiosincratica raccolta di canzoni quasi sconosciute viene suonata con umorismo e intensità. Parlando dell'album disse che voleva intitolarlo Not for Tourists perché venne registrato in risposta alla richiesta di sua figlia di inserire nell'album canzoni che amava ma che non aveva mai suonato in concerto. Quando gli venne chiesto perché non le suonasse pubblicamente, rispose che «Queste canzoni non sono per turisti».

## Discografia
- The Rambling Boys.
- Woodie Guthrie's Blues.
- Jack Takes the Floor.
- Sings the Songs of Woodie Guthrie.
- Ramblin' Jack Elliott.
- At Main Point.
- Country Style.
- Jack Elliott at the Second Fret (Live).
- Ramblin' Cowboy.
- Hotennany with Jack Elliott.
- Jack Elliott.
- Songs of Woodie Guthrie.
- Young Brigham.
- Bull Durham Sacks and Railroad Tacks.
- Me and Bobby McGee.
- South Coast.
- Keroac's Last Dream.
- America.
- Friends of Mine.
- The Long Ride.
- I Stand Alone.